# 人力资源开发
人力资源开发，又称人力资本开发、訓練與發展，是指通过组织内集体培训，达到提升个人和组织整体绩效目的的过程。具体来说，人力资源开发是一个教育性的过程，能使雇员的知识、职业技能、理论基础得到提高、态度发生转变，达到提升雇员效率的目的。
目前这一概念的具体名称尚存争议，人力资源开发这一名词并未受到广泛认可。英國人力發展協會（CIPD）在2000年指出，人力资源开发这一名词过于凸显雇主和雇员之间的支配和被支配地位，可能会引起将雇员视为自己伙伴的雇主的不满。CIPD同时提出“訓練與發展”的概念。

## 内容
人力资源开发分为三个主要部分：训练、教育，以及发展。三个部分中，训练是针对雇员现有的职务进行的；教育是针对雇员未来可能从事的职位进行的；发展则是针对更长期的未来，范围是整个组织。
人力资源开发的形式多样，在职培训、指导、学徒计划、模拟情况、进行基于网络的学习、讲师指导下的课堂培训、程序化的自主學習、案例研究/角色扮演，以及系统性的工作轮换都是人力资源开发的具体形式。

## 扩展阅读
- Anthony Landale. . Gower Publishing, Ltd. 1999. ISBN 9780566081224.
- Diane Arthur. . . AMACOM Div American Mgmt Assn. 1995. ISBN 9780814473115.
- Shawn A. Smith & Rebecca A. Mazin. . . AMACOM Div American Mgmt Assn. 2004. ISBN 9780814472231.
- Cohn JM, Khurana R, Reeves L. . Harvard Business Review. October 2005, 83 (10): 62–70. PMID 16250625.